# Sempervivum leucanthum
Sempervivum leucanthum är en fetbladsväxtart som beskrevs av Pancic. Sempervivum leucanthum ingår i släktet taklökar, och familjen fetbladsväxter. Inga underarter finns listade i Catalogue of Life.

## Bildgalleri

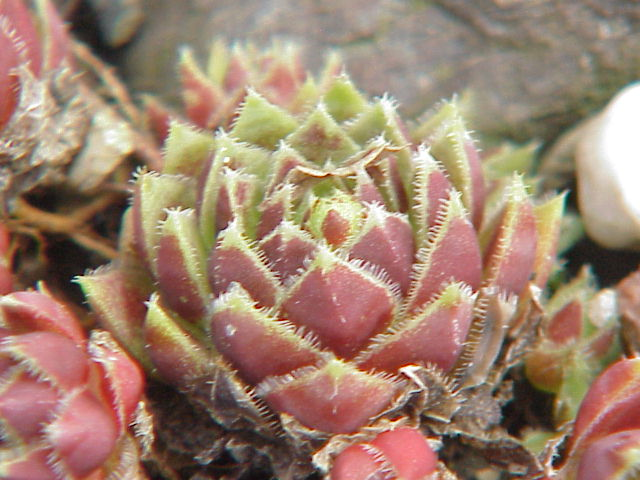
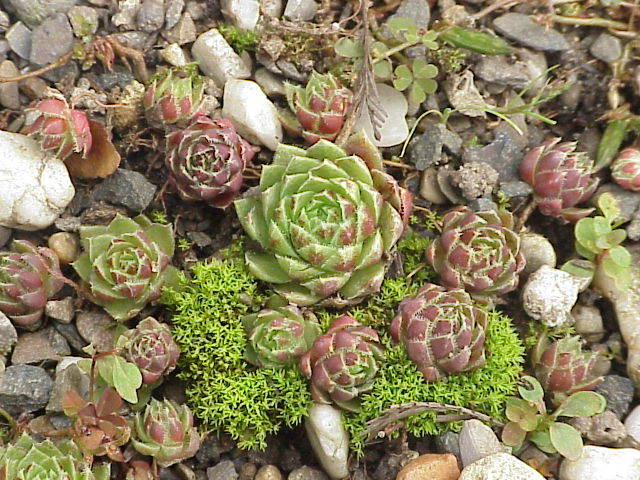